# جامعة روستوك
جامعة روستوك (بالألمانية: Universität Rostock)‏ هي جامعة ألمانية عامة مقرها مدينة روستوك في ولاية مكلنبورغ فوربومرن.
أُسِّسَت في 13 فبراير 1419، وهي بذلك أقدم وأكبر جامعة في منطقة شمال أوروبا وبحر البلطيق، وثالث أقدم جامعة ألمانية ما زالت قائمة.

## نظرة تاريخية

### 1419–1919
تأسست الجامعة في عام 1419 بتأكيد من البابا مارتن الخامس، وبالتالي فهي واحدة من أقدم الجامعات في شمال أوروبا. في ألمانيا، هناك خمس جامعات فقط تأسست قبل ذلك، بينما فقط جامعتا هايدلبرغ ولايبزيغ استمرتا في العمل بشكل مستمر منذ ذلك الحين: هايدلبرغ (1386)، كولونيا (1388/1919)، إرفورت (1392/1994)، فيورزبورغ (1402/1582)، ولايبزيغ (1409). مما يجعل جامعة روستوك ثالث أقدم جامعة ألمانية لا تزال تعمل بشكل مستمر.
خلال القرنين الخامس عشر والسادس عشر، كان لدى جامعة روستوك حوالي 400 إلى 500 طالب سنويًا وكانت من بين الجامعات الأكثر أهمية في ألمانيا وشمال أوروبا في ذلك الوقت، حيث كان العديد من طلابها يأتون من البلدان المنخفضة، اسكندنافيا أو دول أخرى تطل على بحر البلطيق. في سياق الصراعات السياسية ونتيجة لضغط الكنيسة، انتقلت الجامعة إلى غريفسفالد في عام 1437 وظلت هناك حتى عام 1443. ومن عام 1487 إلى 1488، كانت عملية التدريس تجري في لوبيك. وبعد بضع سنوات من أن أصبحت مدينة روستوك بروتستانتية في عام 1542، أصبحت الجامعة تتسم بالإنسانية واللوثريّة.
في القرن السادس عشر، كانت روستوك أول جامعة تقوم بتدريس الكوبرنيكية، التي قدمها الأستاذ دنكان ليدل. بعد حرب الثلاثين عامًا (1618–1648)، لعبت جامعة روستوك دورًا إقليميًا لمدة حوالي قرنين من الزمن. ومع انتقال "ملكية" الجامعة من المدينة إلى الدولة (دوقية مكلنبورغ-شويرين الكبرى) في عام 1827، تغيرت الأمور للأفضل. شهد النصف الثاني من القرن التاسع عشر نشاطًا بناءً سخيًا في جامعة روستوك، وسرعان ما استعادة الجامعة سمعتها القديمة بين الجامعات الألمانية.

### 1919 حتى الآن
بمناسبة الذكرى السنوية الـ500 للجامعة، حصل ألبرت أينشتاين وماكس بلانك على درجات الدكتوراه الفخرية في 12 نوفمبر 1919. وبذلك أصبحت جامعة روستوك أول مؤسسة تعليمية في العالم تمنح هذا الشرف لأينشتاين. لم يتم سحب درجة الدكتوراه خلال حكم النازيين في ألمانيا (1933–1945)، على الرغم من وجود أوامر من النازيين بذلك. لا يزال السبب غير معروف. فقد أستاذ علم النفس ديفيد كاتز وأستاذ طب الأسنان وعميد كلية الطب هانس مورال [de] مناصبهم في عام 1933 من بين آخرين.
جلبت نهاية الحرب العالمية الثانية في عام 1945 العديد من التغييرات. الجامعة، التي أصبحت الآن في المنطقة السوفيتية من ألمانيا (جمهورية ألمانيا الديمقراطية لاحقًا)، أعيد افتتاحها في 24 فبراير 1946. تم إغلاق كلية الحقوق في عام 1951، وأُدخلت كلية الزراعة في عام 1950، وفي عام 1951 تم افتتاح قسم بناء السفن (الذي أصبح كلية التكنولوجيا في عام 1963). كانت جامعة روستوك أول جامعة تقليدية في ألمانيا تفتح كلية تقنية. في عام 1952، تم افتتاح كلية الطيران، ولكنها انتقلت في النهاية إلى دريسدن. في عام 1976، تم إعادة تسمية الجامعة إلى "جامعة فيلهلم بيك" نسبة إلى فيلهلم بيك، أول رئيس لجمهورية ألمانيا الديمقراطية. تم إلغاء التسمية بعد إعادة توحيد ألمانيا.
زاد التمويل الخارجي بنسبة 83% بين عامي 2005 و2010 فقط، ويبلغ حاليًا أكثر من 65 مليون يورو سنويًا. تم استثمار أكثر من 500 مليون يورو في بنية الجامعة التحتية منذ عام 1991، وصولاً إلى 750 مليون يورو بحلول عام 2015. أعداد الشباب من ألمانيا والطلاب الدوليين الذين يختارون روستوك كمكان للدراسة تزداد كل عام. وحتى اليوم، درس في جامعة روستوك طلاب من 99 دولة مختلفة على الأقل. في عام 2007، أعادت جامعة روستوك تنظيم قدراتها البحثية إلى ثلاث خطوط رئيسية: الحياة، الضوء والمادة، الأنظمة البحرية، وشيخوخة الأفراد والمجتمعات. وفي عام 2010، تمت إضافة خط رابع يسمى "المعرفة – الثقافة – التحول

## الكليات والمدارس التابعة للجامعة
تنقسم جامعة روستوك إلى 9 كليات:
- كلية علم اللاهوت الإنجيلي
- كلية الفلسفة (والفنون)
- كلية الرياضيات والعلوم الطبيعية
- كلية القانون
- كلية الهندسة
- كلية الزراعة والعلوم البيئية
- كلية الطب
- كلية العلوم الاقتصادية والاجتماعية
- كلية الهندسة الكهربية والمعلوماتية

## من مشاهير الجامعة
ارتبط بجامعة روستوك طوال سني عمرها الستمائة عدد كبير من الطلبة والأساتذة النابهين، نذكر منهم:
- ألبرت أينشتاين، حصل على درجة الدكتوراه الفخرية في الطب من الجامعة سنة 1919.[4]
- ألبرشت كوسل، عالم ألماني حائز على جائزة نوبل في الطب سنة 1910، حصل على درجة الدكتوراه من الجامعة سنة 1878.
- أوتو شتيرن، فيزيائي ألماني حصل على جائزة نوبل للفيزياء سنة 1943.
- تيخو براهي، فلكي دنمركي.
- فرانتس كونيغ، جرّاح رائد، عمل أستاذًا بالجامعة بدءًا من سنة 1869.
- رودلف شتاينر، عالم حكمة إنسانية (أنثروبوسوفيا)، حصل على درجة الدكتوراه من الجامعة سنة 1891.
- كارل فون فريش، عالم سلوك حيوان نمساوي حاصل على جائزة نوبل في الطب عام 1973.
- ماكس بلانك، حصل على دكتوراه فخرية من الجامعة سنة 1919.
- هاينريش شليمان، عالم آثار ألماني، حصل على درجة الدكتوراه من الجامعة سنة 1869.